# Unchained World
「Unchained World」（アンチェインド・ワールド）は、GENERATIONS from EXILE TRIBEの24作目のシングル。2021年10月6日にrhythm zoneから発売された。

## 概要
- 前作「雨のち晴れ」から約8ヶ月振りのシングル。「CD」と「CD+DVD」の2形態での発売。

## 収録曲

### CD
1. Unchained World [3:57]
作詞：TAKANORI (LL BROTHERS), ALLY、作曲：TomoLow (kotae), Daisuke Nakamura (kotae)
2. to U [3:41]
作詞：ALAN SHIRAHAMA, REO, MANDY, ELIONE、作曲：ALAN SHIRAHAMA, ELIONE, SLAY (HIROKI)
3. Unchained World (Instrumental)
4. to U (Instrumental)